# Sala Bulan
Sala Bulan is een bestuurslaag in het regentschap Deli Serdang van de provincie Noord-Sumatra, Indonesië. Sala Bulan telt 285 inwoners (volkstelling 2010).